# Леонидас Панагопулос
Леонидас Панагопулос е гръцки футболист.
Роден е на 3 януари 1987 г. в Захаро. Понастоящем играе във ФК „Олимпиакос“.